# Brandy de Jerez
Brandy de Jerez er en brændevin i ordets oprindelige betydning, der udelukkende produceres i området Jerez i Andalusien i Sydspanien. Den sælges som brandy, men er  også ingrediens i nogle sherryer. Ligesom sherry har den en beskyttet oprindelsesbetegnelse.
- Wikimedia Commons har flere filer relateret til Brandy de Jerez

| Mad og drikke | Spire Denne artikel om mad og drikke er en spire som bør udbygges. Du er velkommen til at hjælpe Wikipedia ved at udvide den. |